# Капур, Притхвирадж
Притхвира́дж Капу́р (хинди पृथ्वीराज कपूर, англ. Prithviraj Kapoor; 3 ноября 1906 — 29 мая 1972) — индийский актёр театра и кино, начавший свою карьеру в эпоху немых фильмов. Один из учредителей Ассоциации индийского народного театра и основатель передвижной театральной труппы Prithvi Theatres. Награждён третьей по высоте гражданской наградой Индии Падма Бхушан, а также посмертно — высшей индийской кинематографической наградой — Премией имени Дадасахеба Фальке.
Родоначальник кинематографической династии Капуров, четыре поколения которой, начиная с него самого, играли активную роль в индустрии кино на хинди. Отец актёров Раджа, Шамми и Шаши Капуров.

## Биография
Будущий актёр появился на свет 3 ноября 1906 года в городе Самундри, неподалёку от Лайяллпура (по другим источникам, в Пешаваре) в семье панджабцев-кхатри, принадлежащей к среднему классу.
Его отцом был инспектор полиции Башешварнат (или Бишешварнат) Капур.
Мать Притхвираджа умерла, когда ему было три года, и его отец женился второй раз, после чего дед забрал мальчика жить к себе. У Капура также был старший брат Трилок.
Актёр получил начальное образование в Lyallpur Khalsa College и Лахоре. Когда его отца перевели в Пешавар, он поступил в Edwardes College, где изучал право, чтобы стать адвокатом. В эти годы он начал выступать на сцене в студенческих спектаклях. Он проучился в аспирантуре университета Лахора в течение года, прежде чем решил связать жизнь с театром. Свою актёрскую карьеру он начал в театрах Лайяллпура и Пешавара. А в 1928 году, заняв деньги у тёти со стороны отца и оставив на её попечение жену и троих детей, он уехал искать удачи в Бомбе́й.
Здесь его заметил режиссёр Б.П. Мишра и дал ему главную роль в своём фильме Cinema Girl (1930). Притхвирадж снялся в 9 немых фильмах, прежде чем на следующий год принял участие в съемках первого в Индии звукового фильма «Свет мира», сыграв отца главной героини. Он присоединился к театральной компании Grand Anderson и выступал на сцене в пьесах Шекспира на английском. Успех в карьере позволил ему перевезти в Бомбей свою семью: отца, брата, жену и детей.
В 1933—1939 годах Притхвирадж работал на студии New Theatres, играя роли в хинди-версиях их двуязычных фильмов. Удачной стала экранная пара с Дургой Кхоте, вместе с которой он появился в фильмах Дебаки Боса: Rajrani Meera (1933) и Seeta (1934). Самым известной из его ролей стал Александр Македонский в военном эпике Сохраба Моди Sikandar (1941).
На свои сбережения в 1944 году он основал театральную труппу Prithvi Theatres. За 16 лет существования она дала 2 662 представлений, в каждом из которых актёр играл главную роль. Выступая на сцене днём, он продолжал сниматься в кино по ночам. Его главные роли 1950-х годов сыграны в фильмах Dahej Шантарама и «Бродяге», поставленном его сыном Раджем.
В 1954 году он потерял голос и так и не смог восстановить его в исходном звучании. После этого он распустил труппу и сократил работу в кино. Среди его заметных работ последующих лет фильмы «Великий Могол» (1960), Harishchandra Taramati (1963), Sikandar-e-Azam (1965) и «Река времени» (1971). В последнем он, его сын Радж и внук Рандхир сыграли три поколения одной семьи. Актёр также снялся в одном фильме на каннада Sakshatkara (1971) и нескольких на панджаби: Nanak Naam Jahaz Hai (1969), Nanak Dukhiya Sub Sansar (1970) и Mele Mittran De (1972).

### Личная жизнь
Когда Притхвираджу было 18 лет, семья организовала его брак с 15-летней Рамсарни Мехра. В этом браке родилось шестеро детей: Радж Капур (1924—1988), Девендер (1925—1931) и Равиндер (1927—1931), Шамми Капур (1931—2011), Урмила Капур Сиал (1933—200?) и Шаши Капур (1938—2017). Двое из них умерли в раннем возрасте в 1931 году, когда Рамсарни ждала четвёртого ребёнка, в течение одной недели: один от двухсторонней пневмонии, а другой — отравившись пилюлями крысиного яда.
Супруги прожили вместе долгую жизнь и умерли от рака друг за другом в течение двух недель: Притхвирадж — 29 мая, а Рамсарни — 14 июня 1972 года.

## Избранная фильмография
- 1931 — Свет мира — король
- 1951 — Бродяга — Судья Рагхунат
- 1958 — Хождение за три моря — Великий визирь Махмуд Гаван
- 1960 — Великий Могол — император Акбар

## Награды
- 1954 — Sangeet Natak Akademi Fellowship[англ.][4]
- 1956 — Sangeet Natak Akademi Award[англ.]
- 1969 — Падма Бхушан[11]
- 1972 — Премия имени Дадасахеба Фальке[12] (посмертно)